# Jean Kirchen
Jean „Bim“ Kirchen (* 13. Dezember 1919 in Hostert; † 30. November 2010 in Luxemburg) war ein luxemburgischer Radrennfahrer.

## Sportliche Laufbahn
Als Amateur siegte er 1941 in der ersten Austragung von Rund um Luxemburg. Jean Kirchen war Profi-Radrennfahrer von 1942 bis 1953. In dieser Zeit startete er fünfmal bei der Tour de France; zweimal, 1948 und 1950, belegte er den fünften Platz. 1951 siegte er im französischen Etappenrennen Tour de Lorraine. 1952 siegte er in der Gesamtwertung der Luxemburg-Rundfahrt und wurde Sechster der Deutschland-Rundfahrt.
1946 wurde Kirchen luxemburgischer Meister im Straßenrennen, 1951 gewann er beide nationale Titel, den im Straßenrennen sowie den im Einzelzeitfahren. 1948 und 1952 wurde er zudem nationaler Meister im Querfeldeinrennen.

## Familiäres
Jean Kirchen ist der Großonkel des Radrennfahrers Kim Kirchen.